# Thelonious in Action
Thelonious in Action è un album dal vivo del pianista e compositore statunitense Thelonious Monk, pubblicato nel 1958.

## Tracce
Side 1
1. Light Blue – 5:14
2. Coming on the Hudson – 5:24
3. Rhythm-A-Ning – 9:25
4. Epistrophy (Theme) – 1:05

Side 2
1. Blue Monk - 8:31
2. Evidence – 8:48
3. Epistrophy (Theme) – 1:05

## Formazione
- Thelonious Monk – piano
- Johnny Griffin – sassofono tenore
- Ahmed Abdul-Malik – basso
- Roy Haynes – batteria